# Veronicastrum brunonianum
Veronicastrum brunonianum är en grobladsväxtart. Veronicastrum brunonianum ingår i släktet kransveronikor, och familjen grobladsväxter.

## Underarter
Arten delas in i följande underarter:
- V. b. brunonianum
- V. b. sutchuenense